# Соли Бунте
Органические тиосульфаты — соли и эфиры органилтиосерных кислот с общей формулой RSSO2X, где R = Alk, Ar; X = OMe (Me — металл), OR. S-алкил и S-арилтиосульфаты щелочных и щелочноземельных металлов называются солями Бунте в честь немецкого химика-технолога Ганса Бунте, исследовавшего этот класс соединений.

## Номенклатура
Название соединения органических тиосульфатов образуется в соответствии с названием органического радикала, к которому присоединяется суффикс «-тиосульфат», при этом необходимо указать атом, с которым связывается органический радикал. Например, C6H5SSO2OCH3 — S-фенилметилтиосульфат, C2H5SSO2ONa — S-этилтиосульфат натрия.

## Получение
Синтез солей Бунте заключается во взаимодействии алкилгалогенидов, диалкилсульфатов, алкиларилсульфонатов с тиосульфатами щелочных металлов в эквимольных количествах в водно-органической среде (в частности, 50%-ном растворе этанола):
{\displaystyle {\mathsf {AlkX+Na_{2}S_{2}O_{3}\rightarrow AlkSSO_{2}ONa+NaX\ (X=Hal,OSO_{2}OAl,OSO_{2}Ar)}}}
Другой метод синтеза солей Бунте состоит в присоединении тиосульфатов щелочных металлов к активированным алкенам или хинонам в кислой среде:
{\displaystyle {\mathsf {CH_{3}OSO_{2}CH=CH_{2}+Na_{2}S_{2}O_{3}{\xrightarrow[{}]{H^{+}}}CH_{3}OSO_{2}CH_{2}CH_{2}SSO_{2}ONa}}}
Арилтиосульфаты синтезируют по реакции диарилдисульфидов с гидросульфитом калия:
{\displaystyle {\mathsf {2ArSSAr+6KHSO_{3}\rightarrow 4ArSSO_{2}OK+K_{2}S_{2}O_{3}+3H_{2}O}}}

## Свойства
Соли Бунте являются твёрдыми кристаллическими веществами, хорошо растворимыми в воде.
Химические свойства органических тиосульфатов определяются наличием дисульфидной группы S-S, которая легко расщепляется при действии электрофильных и нуклеофильных реагентов. При кислотном гидролизе органических тиосульфатов образуются тиолы, при щелочном — дисульфиды:
{\displaystyle {\mathsf {NaOSO_{2}SCH_{2}COOH{\xrightarrow[{-NaHSO_{4}}]{H_{2}O,H^{+}}}HSCH_{2}COOH}}}
{\displaystyle {\mathsf {RSSO_{2}ONa{\xrightarrow[{-NaHSO_{4}}]{H_{2}O,OH^{-}}}RS^{-}{\xrightarrow[{-NaSO_{3}^{-}}]{RSSO_{2}ONa}}RSSR}}}
Взаимодействие органических тиосульфатов с тиолятами используется при синтезе несимметричных дисульфидов:
{\displaystyle {\mathsf {CH_{3}SSO_{2}ONa+NaSC_{6}H_{5}\rightarrow CH_{3}SSC_{6}H_{5}+Na_{2}SO_{3}}}}
В зависимости от окислителя органические тиосульфаты окисляются до алкансульфокислот, алкансульфонилгалогенидов или диалкилдисульфидов:
{\displaystyle {\mathsf {CH_{3}SSO_{2}ONa{\xrightarrow[{}]{HNO_{3}}}RSO_{2}OH}}}
{\displaystyle {\mathsf {CH_{3}SSO_{2}ONa{\xrightarrow[{}]{Cl_{2},H_{2}O}}RSO_{2}Cl}}}
{\displaystyle {\mathsf {CH_{3}SSO_{2}ONa{\xrightarrow[{}]{I_{2},H_{2}O}}RSSR}}}

## Применение
Органические тиосульфаты применяются в органическом синтезе как полупродукты при получении различных органических соединений серы.